# Distrito de San Gregorio

El Distrito de San Gregorio es uno de los trece distritos de la Provincia de San Miguel, ubicada en el Departamento de Cajamarca, bajo la administración del Gobierno regional de Cajamarca, en el Perú. 
Desde el punto de vista jerárquico de la Iglesia católica forma parte de la Diócesis de Cajamarca, sufragánea de la Arquidiócesis de Trujillo.

## Historia
Lo que es hoy el distrito fue parte de la huranga Chondal del reino de Cuismancu, permaneciendo en la misma condición bajo los dominios Inca y español. Bajo la Colonia, es mencionada en 1571 como San Gregorio de Mozique, constituyendo posiblemente una reducción o pueblo de indios, cuya sede habría estado en caserío hoy llamado Pueblo Viejo, unos km al S. de la actual capital.
Bajo la República, formó parte del distrito de Niepos, hasta 1857, año en que fue creado el distrito de San Gregorio por la ley s/n del 2 de enero, en el gobierno del Presidente Ramón Castilla, se constituye por tanto, como uno de los distritos más antiguos de San Miguel. En el año de 1984 se desmembraron de su seno los distritos de El Prado y Unión Agua Blanca.

## Geografía
El territorio distrital, situado casi íntegramente en la cuenca del Chamán, es de relieve variado y accidentado, destacando la gran diferencia de altitud de unos 3,000 m entre sus extremos N.E. y S.O. Las regiones naturales de San Gregorio son la Costa, que comprende la árida franja adyacente al río Chamán, donde se ubican los caseríos Mirador, Las Viejas, Talambito y otros; la Yunga Marítima, que comprende la capital y la mayor parte de centros poblados, la Kwchwa, constituida solo por 2 pequeñas fracciones en los extremos N. y N. E. del distrito, con un territorio de pendiente muy inclinada.
El distrito sufre de una aguda escasez de agua, la que ha sido aliviada en parte por un canal de unos 30 km de largo, que aporta las aguas del río Tingo desde hace más de 20 años.

## Capital
Su capital es el poblado de San Gregorio.

## Autoridades

### Municipales
- 2011 - 2014[3]
  - Alcalde: Herman Rodas Coscol, del Alianza Cajamarca Siempre Verde - Fuerza 2011 (CSV-K)
  - Regidores: Manfred Quispe Hernández (CSV-K), Ronald Eli Monzon Peralta (Fuerza Social), Elmer Alcántara Mendoza (Fuerza Social), Ytalo Hermógenes Becerra Aristizábal (Acción Popular), Emma Veronica Llique Zamora (Fuerza Social).[4]
- 2007 - 2010
  - Alcalde: Wilder Tito Alayo Mendoza.

### Policiales
- Comisario:  PNP.

### Religiosas
- Diócesis de Cajamarca[5]
  - Obispo: Mons. José Carmelo Martínez Lázaro, OAR.

## Establecimientos de salud
Tiene tres establecimeintos de salud:
- Puesto de salud San Gregorio
- Puesto de salud El Sauce
- Puesto de salud Casa Blanca bajo la jefatura del Médico Cirujano David Araujo Chávez

## Festividades
Del 2 hasta el 14 de octubre se celebra la feria Patronal en honor  a "San Gregorio Magno"  donde se desarrollan actividades culturales, deportivas y sociales.

## Economía
La producción agrícola es diversificada, ocupando el primer lugar el trigo, seguido por la papa y el maíz amiláceo; es también importante el cultivo comercial de maíz amarillo duro y el industrial de la caña de azúcar.